# Эчеваррия Родригес, Хавьер
Хавьер Эчеваррия Родригес (исп. Javier Echevarría Rodríguez; 14 июня 1932, Мадрид, Испания — 12 декабря 2016, Рим, Италия) — испанский прелат. Прелат Опус Деи с 20 апреля 1994 года. Титулярный епископ Чилибии с 21 ноября 1994 года.

## Биография
Защитил докторантуру по гражданскому и каноническому праву. В Опус Деи вступил в 1948 году. В священники был рукоположён 7 августа 1955 года и стал близким сотрудником святого Хосемарии Эскривы, секретарём которого работал с 1953 года вплоть до его кончины в 1975 году. Являлся членом Генерального Совета Опус Деи с 1966 года.
В 1975 году Альваро дель Портильо, преемник святого Хосемарии Эскривы, назначил Хавьера Эчеваррию Родригеса генеральным секретарем Опус Деи. В 1982 году, когда Оpus Dei был провозглашен персональной Прелатурой, он стал её генеральным викарием.
С 1981 года он являлся консультантом Конгрегации по канонизации святых, с 1995 года — Конгрегации по делам духовенства, а с 2000 года — Верховного Трибунала Апостольской Сигнатуры.
После его избрания Съездом верных прелатуры был назначен Иоанном Павлом II прелатом Опус Деи 20 апреля 1994 года. С 21 ноября 1994 года — титулярный епископ Чилибии, Папа римский рукоположил его в епископы 6 января 1995 года в Соборе святого Петра.